# The Magic Circle
The Magic Circle ist die Bezeichnung einer Vereinigung von Zauberkünstlern, die 1905 in London gegründet wurde.

## Geschichte
Zusammen mit 22 weiteren Zauberkünstlern gründete der englische Zauberkünstler David Devant 1905 in einem Londoner Restaurant den Magic Circle, dessen erster Präsident er wurde. Bis zum Jahre 1991 war die Mitgliedschaft ausschließlich männlichen Zauberkünstlern vorbehalten, bis bei einer Abstimmung 75 % der Mitglieder für eine Aufnahme von Frauen stimmte.
Seit 1906 erscheint monatlich das Organ The Magic Circular, das zu den ältesten Vereinszauberzeitschriften der Welt zählt.

## Motto
Das Motto der Gesellschaft ist das lateinische indocilis privata loqui, was grob übersetzt „nicht bereit ist, Geheimnisse preiszugeben“ bedeutet. Die Mitglieder geben ihr Wort, magische Geheimnisse nur gegenüber echten Zauberschülern vorsätzlich preiszugeben. Jeder, der gegen diese oder eine andere Regel verstößt, kann ausgeschlossen werden.

## Vereinssitz
Seit 1998 steht das Magic Circle-Gebäude im Zentrum von London in der Nähe des Bahnhofs Euston in Camden für Tagungen und Firmenunterhaltung zur Verfügung. In der Umfrage „Top 20 UK Venues“ der Hotelbranche 2008 wurde es zum Veranstaltungsort Nummer eins im Vereinigten Königreich gewählt.
Der Hauptsitz des Magic Circle beherbergt ein Theater, eine Bibliothek, ein Museum, einen Speisesaal, einen Clubraum und Bars. Das Museum zeigt Zaubertricks, Requisiten, Poster, Programme, Spielzeug, Fotos und Artefakte im Zusammenhang mit der Geschichte der Zauberei. Zu den interessanten Gegenständen gehören Robert Harbins originale Zick-Zack-Illusion, Chung Ling Soos Roben, ein originaler Sooty mit zugehörigem Harry-Corbett-Apparat, Requisitensätze der Fernsehmagier David Nixon und Tommy Cooper sowie eine Tonaufnahme von Harry Houdini aus einem Edison-Zylinder und ein Satz Becher und Bälle, die König Charles III., der damalige Prince of Wales, benutzte, als er 1975 seine Magic-Circle-Prüfung ablegte. Besichtigungen erfolgen nach vereinbarter Tour.
Neben den vereinsabhängigen Veranstaltungen steht das Haus auch für Firmenfeiern zur Verfügung.

## Mitglieder
Zauberer, die beitreten möchten, können bis zu zwei Jahre als Lehrling absolvieren, bevor sie sich für die Vollmitgliedschaft bewerben. Sie müssen zwei aktuelle Mitglieder seit mindestens einem Jahr kennen und mindestens 18 Jahre alt sein. Diese beiden Mitglieder werden dann gebeten, im Bewerbungsformular des Kandidaten als Sponsoren oder Schiedsrichter aufzutreten und ihn als geeigneten Kandidaten für die Mitgliedschaft vorzuschlagen. Nach Eingang und Bearbeitung der Bewerbung wird der Kandidat zu einem Vorstellungsgespräch mit dem Prüfungssekretär eingeladen; normalerweise in der Londoner Zentrale. Bei entsprechender Eignung und ausreichender Sachkenntnis wird eine Leistungsprüfung anberaumt oder eine Abschlussarbeit angefertigt. Die Prüfung findet vor einer Jury statt und die Kandidaten müssen den Mitgliedern ihre Fähigkeiten in einer einstudierten Nummer unter Beweis stellen.
Wenn eine Abschlussarbeit ausgewählt wird, wird diese von zwei Prüfern gelesen und eine Kopie wird in der Bibliothek des Magic Circle zur Verfügung gestellt. Die letzte Phase erfolgt durch Abstimmung der Ratsmitglieder, die den Kandidaten als Mitglied genehmigen. Sobald der Bewerber erfolgreich ist, steht es ihm frei, sich „Mitglieder der Gesellschaft“ zu nennen und die Buchstaben M.M.C. nach ihrem Namen zu verwenden.
Mitglieder können eine weitere Prüfung ablegen, um den Grad „Associate of the Inner Magic Circle“ zu erreichen. Die Bezeichnung A.I.M.C. zeigt diese höhere Mitgliedschaft. Das A.I.M.C. Der Abschluss kann auch durch eine Abschlussarbeit erreicht werden, und in seltenen Fällen – das heißt, wenn ein Kandidat in der schriftlichen Prüfung 18 oder mehr von 20 möglichen Punkten erreicht – können Prüflinge, die den M.M.C. Prüfung erhalten den A.I.M.C. Grad. Diejenigen, die einen A.I.M.C. erreichen Abschluss als Ergebnis einer Leistungsprüfung erhalten den A.I.M.C. mit silbernem Stern.
Innerhalb der Gesellschaft gibt es eine Mitgliederzahl von nie mehr als 300, die als „Inner Magic Circle“ bekannt ist. Die Vollmitgliedschaft im Inner Magic Circle wird durch die Buchstaben M.I.M.C. nach dem Namen des Mitglieds gekennzeichnet. Die Mitgliedschaft im Inner Magic Circle erfolgt auf Einladung des Präsidenten der Gesellschaft. Der M.I.M.C.-Grad kann mit einem goldenen Stern verliehen werden, um anzuzeigen, dass der Empfänger ein Zauberkünstler ist (im Gegensatz beispielsweise zu einem Erfinder, Historiker oder bemerkenswerten Freiwilligen der Gesellschaft).
Mitglieder müssen sich verpflichten, magische Geheimnisse niemandem außer echten Zauberern preiszugeben; Wer gegen diese Regel verstößt, kann ausgewiesen werden.
2014 umfasste der Verein rund 1.500 Mitglieder. darunter sind und waren Persönlichkeiten wie König Charles III., David Copperfield, Dynamo, Siegfried und Roy, Stephen Fry. und Paul Daniels.

## The Young Magicians Club
Der Young Magicians Club ist Teil der Jugendinitiative des Magic Circle und ein Club für Zauberer im Alter von 10 bis einschließlich 18 Jahren, der 1996 gegründet wurde.
Der andere wichtige Teil ist der prestigeträchtige Wettbewerb The Young Magician of the Year (Junger Magier des Jahres).
Seit 1961 veranstaltet der Verein jährlich diesen Wettbewerb an dem Zauberkünstler im Alter von 10 bis 18 Jahren teilnehmen können. Bekannte Gewinner dieser Veranstaltungen waren Johny Hart, Paul Kieve, Scott Penrose und Colin Rose.
Gesponsert von The Magic Circle treffen sich Mitglieder des Young Magicians Club zu monatlichen Workshops im Hauptquartier des Magic Circle, dem „Zentrum für magische Künste“ in London. Der Young Magicians Club hat derzeit eine Mitgliederzahl von rund 200 Mitgliedern.
Das wichtigste Kommunikationsmittel des Young Magicians Club unter seinen Mitgliedern ist die zweimonatlich erscheinende Zeitschrift Secrets. Die weltweite Mitgliedschaft kommuniziert auch über ein Online-Forum exklusiv für Mitglieder auf der Website des Young Magicians Club.
Die Mitgliedschaft im Young Magicians Club erfordert kein Vorstellungsgespräch oder eine Prüfung und steht allen jungen Menschen offen, die sich für Magie interessieren. Es gibt monatliche ganztägige Workshops für Mitglieder, die aus dem ganzen Land anreisen, um daran teilzunehmen. Erwachsene Mitglieder des Magic Circle übernehmen die Verantwortung für die Unterweisung der Mitglieder des Young Magicians Club. Örtliche Zauberclubs für Erwachsene haben oft einen Junior-Zauberclub, der ihnen angeschlossen ist, aber der Young Magicians Club ist der einzige Club dieser Art, der mit dem Magic Circle verbunden ist. Mitglieder des Young Magicians Club sind ab dem 18. Lebensjahr zu einem ermäßigten Preis berechtigt, dem Magic Circle beizutreten. Anschließend müssen sie jedoch das Prüfungsverfahren für die Vollmitgliedschaft absolvieren.
Der Young Magicians Club veranstaltet jedes Jahr im Oktober seine jährliche eintägige Tagung namens „J-Day“. Die Tagung umfasst Vorträge und das Finale von zwei Wettbewerben mit Auszeichnungen, darunter die Home Counties Trophy für Bühnenzauberei, den Mark Leveridge Cup für Tischzauberei, den Kaymar Komedy Cup und den Peter McCahon Award für Originalität. In den letzten Jahren wurden die prominenten Gastvorträge von Derren Brown im Jahr 2010, Dynamo im Jahr 2011, John Archer im Jahr 2012, Marvin Berglas im Jahr 2013, Luis De Matos im Jahr 2014 und Dave Loosley und Andi Gladwin im Jahr 2015 gehalten.
Die Popularität der Harry-Potter-Reihe war einer der Hauptgründe für das Wachstum der Organisation in diesem Jahrhundert, wobei sich die Mitgliederzahl nach der Ankündigung des ersten Films im Jahr 2001 verdoppelte.